# Coptosperma
Coptosperma là một chi thực vật có hoa trong họ Thiến thảo (Rubiaceae).

## Loài
Chi Coptosperma gồm các loài:
- Coptosperma bernierianum (Baill.) De Block
- Coptosperma borbonicum (Hend.& Andr.Hend.) De Block
- Coptosperma cymosum (Willd. ex Schult.) De Block
- Coptosperma graveolens (S.Moore) Degreef
  - Coptosperma graveolens subsp. arabicum (Cufod.) Degreef
  - Coptosperma graveolens subsp. graveolens
  - Coptosperma graveolens var. impolitum (Bridson) Degreef
- Coptosperma humblotii (Drake) De Block
- Coptosperma kibuwae (Bridson) Degreef
- Coptosperma littorale (Hiern) Degreef
- Coptosperma madagascariensis (Baill.) De Block
- Coptosperma mitochondrioides Mouly & De Block
- Coptosperma neurophyllum (S.Moore) Degreef
- Coptosperma nigrescens Hook.f.
- Coptosperma pachyphyllum (Baker) De Block
- Coptosperma peteri (Bridson) Degreef
- Coptosperma rhodesiacum (Bremek.) Degreef
- Coptosperma sessiliflorum De Block
- Coptosperma somaliense Degreef
- Coptosperma supra-axillare (Hemsl.) Degreef
- Coptosperma wajirense (Bridson) Degreef
- Coptosperma zygoon (Bridson) Degreef